# Broken Generation
Broken Generation è un singolo del gruppo musicale statunitense Of Mice & Men, pubblicato il 5 febbraio 2015 per anticipare l'uscita dell'edizione speciale di Restoring Force, Full Circle.

## Video musicale
Il video ufficiale del singolo è stato pubblicato il 4 febbraio 2015 in anteprima su Billboard. Diretto da Max Moore, è una metafora per descrivere l'ossessione giovanile verso Internet e la tecnologia. Parlando del video, il batterista degli Of Mice & Men, Tino Arteaga ha detto:

## Tracce
Download digitale
Testi e musiche di Austin Carlile, Alan Ashby e Aaron Pauley.
1. Broken Generation – 3:41

Vinile 7"
- Lato A

1. Broken Generation – 3:41

- Lato B

1. Something to Hide – 3:30

## Classifiche
| Classifica (2015)          | Posizione massima |
| -------------------------- | ----------------- |
| Regno Unito (rock & metal) | 31                |